# 이지 버츄 (2008년 영화)
《이지 버츄》(영어: Easy Virtue)는 2008년 공개된 영국의 로맨틱 코미디 영화이다. 노엘 카워드가 1924년에 발표한 동명 희곡이 원작이며, 앞서 앨프리드 히치콕이 1928년에 같은 희곡 원작 바탕으로 동명 영화를 내놓은 바 있다. 스테펀 엘리엇이 연출과 공동 각본을 맡고, 제시카 빌, 콜린 퍼스, 크리스틴 스콧 토머스, 벤 반스 등이 출연하였다.

## 줄거리
1930년대 초. 영국인 존 휘터커와 결혼한 미국인 러리타는 노팅엄셔주에 위치한 저택에서 존의 부모님 짐과 버로니카를 만난다.
"채털리 부인의 연인"을 즐겨 읽는 등 자유로운 성향을 지닌 러리타는 휘터커가의 반려견 치와와를 실수로 깔고 앉아 죽이고, 전쟁으로 남편을 잃은 여성들을 위한 모금 행사에서 잘못된 농담으로 힐다와 매리언이 팬티를 벗고 캉캉을 추게 해 관객들 앞에서 둘의 성기를 노출시키고, 사냥 대회가 열렸을 때 사냥터지기용 별채에서 존과 관계를 갖다가 손님들에게 발가벗은 모습을 보여 안 그래도 자신을 곱지 않게 보던 버로니카로부터 헤프다("easy virtue")는 소리를 듣는다.
점점 고립되어가는 러리타는 영국 시골 생활을 답답해하지만 가족들 사이에서 지내면서 독립심을 잊은 존은 따로 나가 살 집을 구할 생각을 하지 않는다. 러리타는 제1차 세계 대전을 겪고 냉소적으로 변해 가족들과 거리를 두고 모터사이클을 수리하며 지내는 시아버지 짐과 가까워지는데...

## 출연
- 제시카 빌 - 러리타 휘터커 역
- 벤 반스 - 존 휘터커 역
- 콜린 퍼스 - 짐 휘터커 소령 역
- 크리스틴 스콧 토머스 - 버로니카 휘터커 역
- 킴벌리 닉슨 - 힐다 휘터커 역
- 캐서린 파킨슨 - 매리언 휘터커 역
- 크리스 마셜 - 퍼버 역
- 크리스천 브래싱턴 - 필립 허스트, 힐다의 짝사랑 상대 역
- 샬럿 라일리 - 세라 허스트, 존의 전 여자친구 역
- 짐 맥매너스 - 잭슨 역
- 핍 토런스 - 허스트 경 역
- 조지 글렌 - 랭그리던 부인 역
- 스테펀 엘리엇, 셰리든 조빈스 - 파티 손님 역

## 기타 제작진
- 책임 제작: 폴 브렛
- 공동 제작: 알렉산드라 더비셔
- 미술: 존 비어드
- 의상: 샬럿 월터